# Königsspecht

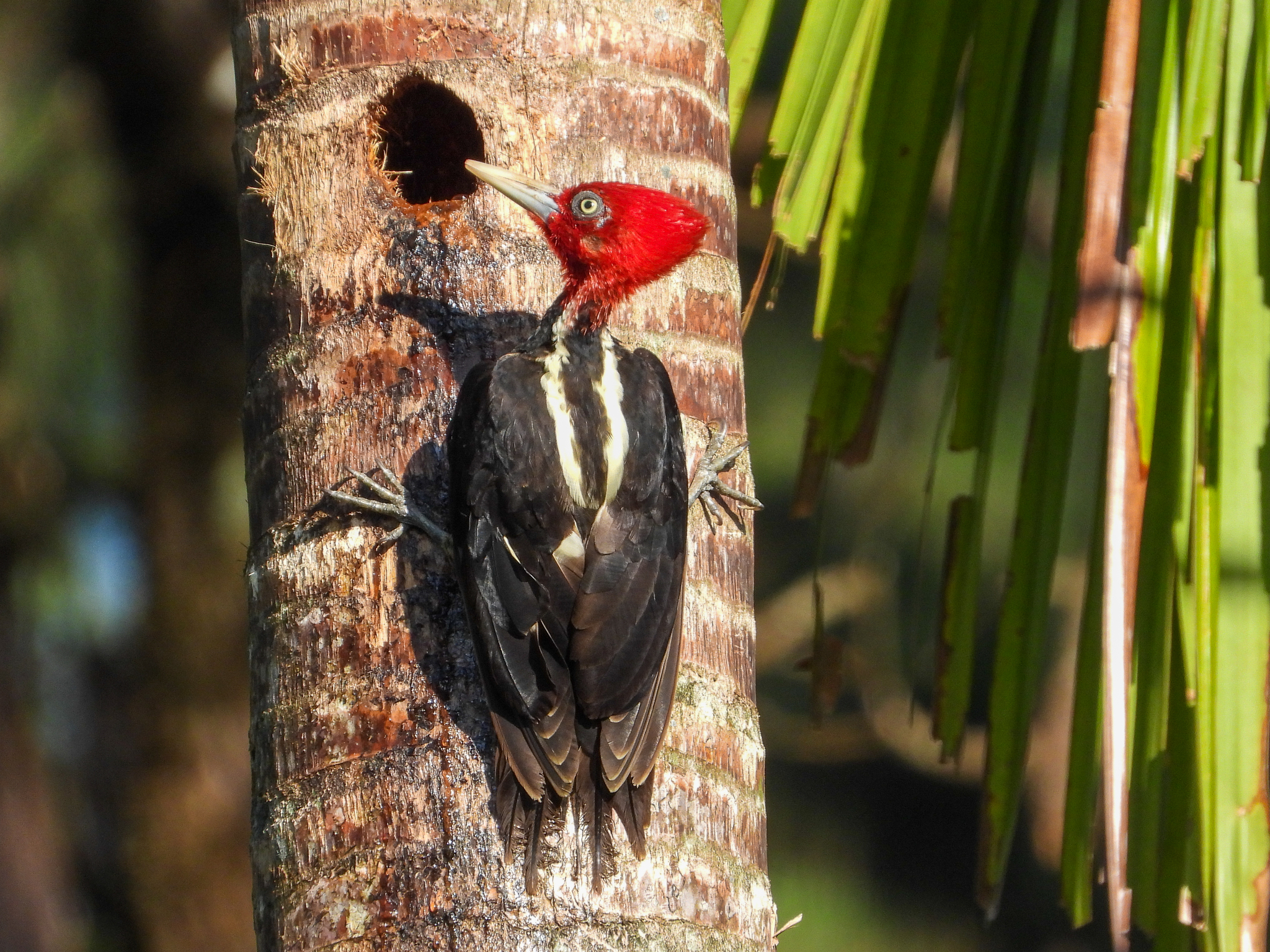
Königsspecht

Der Königsspecht (Campephilus guatemalensis) ist eine Vogelart aus der Familie der Spechte (Picidae), die in Mittelamerika beheimatet ist.

## Beschreibung

### Aussehen
Der Königsspecht erreicht in der Nominatform Campephilus guatemalensis guatemalensis eine Länge von 35,5 bis 38 Zentimetern und ein Gewicht von 205 bis 244 Gramm. Die Unterart Campephilus guatemalensis regius erreicht ein Gewicht von 263 bis 282 Gramm. Das Rumpf- und Schwanzgefieder ist bei beiden Geschlechtern glänzend schwarz bis schwarzbraun. Die Innenfahnen der Handschwingen und die der Schirmfedern sind weißlich und bilden beim sitzenden Vogel zwei schräge Streifen oder ein längliches, V-förmiges Muster. Brust und Bauch sind auf beigem Grund variabel bräunlich gebändert. Stirn, Ober- und Hinterkopf sowie die lange Haube sind bis zum Halsansatz leuchtend rot. Den Weibchen fehlt das Rot der Stirn und diese sowie der vordere Oberkopf sind einfarbig schwarz. Ein weißes Band zieht sich an beiden Halsseiten entlang. Der an der Basis breite, meißelförmig zulaufende Schnabel ist auffallend hell und elfenbeinfarbig. Die Art wird deshalb im englischen Sprachgebrauch als Pale-billed woodpecker (Blassschnabelspecht) bezeichnet. Die unbefiederten Bereiche der Beine und die vier Zehen sind graubraun gefärbt. Die Iris der Augen ist gelb und dunkel umrandet.

### Lautäußerungen
Ein charakteristischer Ruf des Königsspechts ist ein variables, nasales Rattern, das zuweilen wie ein lautes Meckern klingt. Das Trommeln ist ein Doppelpochen.

### Ähnliche Arten
Der Linienspecht (Dryocopus lineatus) zeigt eine helle Linie, die über die Wangen und entlang der Halsseite hinunter bis zur Brustseite reicht. Die hellen Rückenlinien verlaufen parallel und nicht V-förmig. Er unterscheidet sich außerdem durch die dunkle Farbe des Schnabels.

## Lebensweise
Außerhalb der Brutsaison lebt der Königsspecht einzelgängerisch. Die Nahrung besteht in erster Linie aus Käferlarven (bis zu 70 %), wobei er die Larven durch kraftvolles Hämmern aus der Rinde hervorholt. Das Nahrungsangebot wird zuweilen durch Termiten, Früchte sowie kleine Eidechsen ergänzt.
Die Brutzeit in Mexiko reicht von Dezember bis Juni, in Costa Rica von August bis Dezember. Das Nest wird in einem Hohlraum in einem großen Baum, oftmals einem toten Baum angelegt, wobei beide Geschlechter die Bruthöhle zimmern. Die Nesthöhe ist variabel und variiert zwischen drei und zwölf Metern. Die Eier werden auf feine Holzspäne am Boden des Hohlraums gelegt. Das Gelege besteht aus zwei Eiern, die eine weiße Farbe haben. Beide Geschlechter bebrüten die Eier wechselseitig. Nach dem Schlüpfen werden die Nestlinge von beiden Eltern mit Nahrung, in der Hauptsache mit Käferlarven versorgt.

## Verbreitung und Lebensraum
Der Königsspecht kommt im Osten, Westen und Süden von Mexiko, in Guatemala, Honduras, Belize, Nicaragua, Costa Rica und im Norden Panamas vor. Hauptlebensraum sind tropische, immergrüne Waldgebiete. Er wird ebenfalls in Mangrovenwäldern angetroffen. Das maximale Höhenvorkommen liegt bei 2000 Metern.

## Gefährdung
Der Königsspecht ist in seinen Verbreitungsgebieten nicht selten und wird demzufolge von der Weltnaturschutzorganisation IUCN als  „least concern = nicht gefährdet“ klassifiziert.

## Unterarten
Folgende Unterarten werden unterschieden:
- Campephilus guatemalensis guatemalensis (Hartlaub, 1844)
- Campephilus guatemalensis nelsoni (Ridgway, 1911)
- Campephilus guatemalensis regius Reichenbach, 1854